# Campionato mondiale femminile under 18 di pallavolo 2005
Il IX campionato mondiale pre-juniores di pallavolo femminile si è svolto dal 9 al 17 ottobre 2005 a Macao. Alla competizione hanno partecipato 16 squadre nazionali pre-juniores e la vittoria finale è andata per la seconda volta al Brasile.

## Squadre partecipanti
| - Argentina - Austria - Bielorussia - Brasile - Cina - Corea del Sud - Croazia - Egitto | - Italia - Macao - Porto Rico - Russia - Stati Uniti - Ucraina - Taipei cinese - Tunisia |

## Gironi
| Girone A                       | Girone B                           | Girone C                              | Girone D                                 |
| ------------------------------ | ---------------------------------- | ------------------------------------- | ---------------------------------------- |
| Argentina Croazia Egitto Macao | Austria Cina Corea del Sud Ucraina | Bielorussia Brasile Porto Rico Russia | Italia Stati Uniti Taipei cinese Tunisia |

## Seconda fase

### Play-off a 8

#### Squadre qualificate
- Argentina
- Cina
- Italia
- Russia

## Fase finale

### Finali 1º e 3º posto
|  | Quarti        | Quarti      |         |             | Semifinale | Semifinale |  |  | Finale | Finale |
|  |               |             |         |             |            |            |  |  |        |        |
|  |               |             |         |             |            |            |  |  |        |        |
|  |               |             |         |             |            |            |  |  |        |        |
|  | Brasile       | 3           |         |             |            |            |  |  |        |        |
|  | Brasile       | 3           |         |             |            |            |  |  |        |        |
|  | Argentina     | 0           |         |             |            |            |  |  |        |        |
|  | Argentina     | 0           | Italia  | 1           |            |            |  |  |        |        |
|  |               |             | Italia  | 1           |            |            |  |  |        |        |
|  |               | Brasile     | 3       |             |            |            |  |  |        |        |
|  | Italia        | Brasile     | 3       | 3           |            |            |  |  |        |        |
|  | Italia        |             |         | 3           |            |            |  |  |        |        |
|  | Croazia       | 0           |         |             |            |            |  |  |        |        |
|  | Croazia       | 0           | Brasile | 3           |            |            |  |  |        |        |
|  |               |             | Brasile | 3           |            |            |  |  |        |        |
|  |               | Russia      | 0       |             |            |            |  |  |        |        |
|  | Russia        | Russia      | 0       | 3           |            |            |  |  |        |        |
|  | Russia        |             |         | 3           |            |            |  |  |        |        |
|  | Corea del Sud | 0           |         |             |            |            |  |  |        |        |
|  | Corea del Sud | 0           | Russia  | 3           | 3º posto   | 3º posto   |  |  |        |        |
|  |               |             | Russia  | 3           | 3º posto   | 3º posto   |  |  |        |        |
|  |               | Stati Uniti | 1       |             |            |            |  |  |        |        |
|  | Stati Uniti   | Stati Uniti | 1       | 3           | Italia     | 3          |  |  |        |        |
|  | Stati Uniti   |             |         | 3           | Italia     | 3          |  |  |        |        |
|  | Cina          | 2           |         | Stati Uniti | 2          |            |  |  |        |        |
|  | Cina          | 2           |         |             | 2          |            |  |  |        |        |
|  |               |             |         |             |            |            |  |  |        |        |
|  |               |             |         |             |            |            |  |  |        |        |

### Finale 5º e 7º posto
|  | Semifinali    | Semifinali    | Semifinali    |               |         | Finale 5º/6º posto | Finale 5º/6º posto | Finale 5º/6º posto |  |
|  |               |               |               |               |         |                    |                    |                    |  |
|  | Argentina     | Argentina     | 1             |               |         |                    |                    |                    |  |
|  | Argentina     | Argentina     | 1             |               |         |                    |                    |                    |  |
|  | Croazia       | Croazia       | 3             |               |         |                    |                    |                    |  |
|  | Croazia       | Croazia       | 3             |               | Croazia | Croazia            | 2                  |                    |  |
|  |               |               |               |               | Croazia | Croazia            | 2                  |                    |  |
|  |               |               | Corea del Sud | Corea del Sud | 3       |                    |                    |                    |  |
|  | Corea del Sud | Corea del Sud | Corea del Sud | Corea del Sud | 3       | 3                  |                    |                    |  |
|  | Corea del Sud | Corea del Sud |               |               |         | 3                  |                    |                    |  |
|  | Cina          | Cina          | 0             |               |         | Finale 7º/8º posto | Finale 7º/8º posto | Finale 7º/8º posto |  |
|  | Cina          | Cina          | 0             |               |         |                    |                    |                    |  |
|  |               |               |               |               |         |                    |                    |                    |  |
|  |               |               |               |               |         | Cina               | Cina               | 3                  |  |
|  |               |               |               |               |         | Cina               | Cina               | 3                  |  |
|  |               |               |               |               |         | Argentina          | Argentina          | 0                  |  |

## Classifica finale
| Classifica | Squadre       |
| ---------- | ------------- |
|            | Brasile       |
|            | Russia        |
|            | Italia        |
| 4          | Stati Uniti   |
| 5          | Corea del Sud |
| 6          | Croazia       |
| 7          | Cina          |
| 8          | Argentina     |
| 9          | Ucraina       |
| 9          | Bielorussia   |
| 9          | Taipei cinese |
| 9          | Egitto        |
| 13         | Tunisia       |
| 13         | Austria       |
| 13         | Porto Rico    |
| 13         | Macao         |